# Liga ACB 1996-1997
La Liga ACB 1996-1997 è stata la 41ª edizione del massimo campionato spagnolo di pallacanestro maschile.
Il torneo si compone di diciotto formazioni, che si affrontano in un unico girone all'italiana con partite di andata e ritorno. Le prime otto si qualificano per i play-off per il titolo nazionale, disputati al meglio delle cinque gare con la prima e la terza e la quinta in casa della meglio classificata al termine della stagione regolare. Le ultime due retrocedono in Liga LEB.
Il F.C. Barcelona Banca Catalana, secondo al termine della stagione regolare, vince il suo decimo titolo nazionale in finale dei play-off sul Real Madrid Teka, primo dopo le trentaquattro giornate.

## Risultati

### Stagione regolare
|     | Squadra                 | G  | V  | P  | PF    | PS    | Pt. | Qualificazione |
| --- | ----------------------- | -- | -- | -- | ----- | ----- | --- | -------------- |
| 1.  | Real Madrid             | 34 | 29 | 5  | 2.918 | 2.582 | 63  | playoffs       |
| 2.  | FC Barcelona            | 34 | 27 | 7  | 2.962 | 2.643 | 61  | playoffs       |
| 3.  | Estudiantes Argentaria  | 34 | 21 | 13 | 2.804 | 2.725 | 55  | playoffs       |
| 4.  | Festina Joventut        | 34 | 21 | 13 | 2.864 | 2.703 | 55  | playoffs       |
| 5.  | Taugrés                 | 34 | 20 | 14 | 2.831 | 2.710 | 54  | playoffs       |
| 6.  | León Caja España        | 34 | 20 | 14 | 2.819 | 2.824 | 54  | playoffs       |
| 7.  | Unicaja Málaga          | 34 | 19 | 15 | 2.699 | 2.611 | 53  | playoffs       |
| 8.  | TDK Manresa             | 34 | 19 | 15 | 2.666 | 2.538 | 53  | playoffs       |
| 9.  | Caja San Fernando       | 34 | 19 | 15 | 2.724 | 2.693 | 53  |                |
| 10. | Cáceres Club Baloncesto | 34 | 18 | 16 | 2.812 | 2.757 | 52  |                |
| 11. | Pamesa Valencia         | 34 | 17 | 17 | 2.763 | 2.797 | 51  |                |
| 12. | CB Gran Canaria         | 34 | 17 | 17 | 2.748 | 2.717 | 51  |                |
| 13. | Covirán Granada         | 34 | 14 | 20 | 2.881 | 2.961 | 48  |                |
| 14. | Valvi Girona            | 34 | 14 | 20 | 2.521 | 2.685 | 48  |                |
| 15. | Fórum Valladolid        | 34 | 12 | 22 | 2.738 | 2.875 | 46  | playout        |
| 16. | Xacobeo 99 Ourense      | 34 | 10 | 24 | 2.568 | 2.774 | 44  | playout        |
| 17. | CB Murcia Artel         | 34 | 5  | 29 | 2.588 | 2.913 | 39  | playout        |
| 18. | Baloncesto Fuenlabrada  | 34 | 4  | 30 | 2.527 | 2.922 | 38  | playout        |

### Play-out
| Fórum Valladolid | 3 – 0 | Fuenlabrada |

| Xacobeo 99 Ourense | 3 – 1 | CB Murcia Artel |

Verdetti: CB Murcia Artel e Fuenlabrada retrocesse nella LEB

## Playoff
|  | Quarti di finale | Quarti di finale | Quarti di finale  |            |                   | Semifinali  | Semifinali | Semifinali |  |  | Finali | Finali      | Finali |
|  |                  |                  |                   |            |                   |             |            |            |  |  |        |             |        |
|  | 1.               | Real Madrid      | 3                 |            |                   |             |            |            |  |  |        |             |        |
|  | 8.               | Manresa          | 0                 |            |                   |             |            |            |  |  |        |             |        |
|  | 8.               | Manresa          | 0                 |            | 1.                | Real Madrid | 3          |            |  |  |        |             |        |
|  |                  |                  |                   |            | 1.                | Real Madrid | 3          |            |  |  |        |             |        |
|  |                  | 4.               | Joventut Badalona | 0          |                   |             |            |            |  |  |        |             |        |
|  | 4.               | 4.               | Joventut Badalona | 0          | Joventut Badalona | 3           |            |            |  |  |        |             |        |
|  | 4.               |                  |                   |            | Joventut Badalona | 3           |            |            |  |  |        |             |        |
|  | 5.               | Saski Baskonia   | 1                 |            |                   |             |            |            |  |  |        |             |        |
|  |                  |                  |                   |            |                   |             |            |            |  |  | 1      | Real Madrid | 2      |
|  |                  |                  | 2                 | Barcellona | 3                 |             |            |            |  |  |        |             |        |
|  | 2.               | Barcellona       | 3                 |            |                   |             |            |            |  |  |        |             |        |
|  | 7.               | Málaga           | 2                 |            |                   |             |            |            |  |  |        |             |        |
|  | 7.               | Málaga           | 2                 |            | 2.                | Barcellona  | 3          |            |  |  |        |             |        |
|  |                  |                  |                   |            | 2.                | Barcellona  | 3          |            |  |  |        |             |        |
|  |                  | 3.               | Estudiantes       | 1          |                   |             |            |            |  |  |        |             |        |
|  | 3.               | 3.               | Estudiantes       | 1          | Estudiantes       | 3           |            |            |  |  |        |             |        |
|  | 3.               |                  |                   |            | Estudiantes       | 3           |            |            |  |  |        |             |        |
|  | 6.               | León             | 1                 |            |                   |             |            |            |  |  |        |             |        |

| Liga ACB 1996-1997    |
| --------------------- |
| Barcellona 10º titolo |

## Formazione vincitrice
| N° | Naz.                   | Ruolo | Sportivo             |  | Alt. |  |
| -- | ---------------------- | ----- | -------------------- |  | ---- |  |
| 4  | Spagna (bandiera)      | AG    | Andrés Jiménez       |  | 205  |  |
| 5  | Spagna (bandiera)      | P     | Rafael Jofresa       |  | 183  |  |
| 6  | Spagna (bandiera)      | AP    | Roger Esteller       |  | 191  |  |
| 7  | Porto Rico (bandiera)  | AG    | Ramón Rivas          |  | 208  |  |
| 8  | Spagna (bandiera)      | C     | Quique Andreu        |  | 207  |  |
| 8  | Spagna (bandiera)      | C     | Oriol Junyent        |  | 208  |  |
| 9  | Spagna (bandiera)      | AP    | Xavi Fernández       |  | 194  |  |
| 10 | Jugoslavia (bandiera)  | P     | Aleksandar Đorđević  |  | 188  |  |
| 10 | Spagna (bandiera)      | G     | José Antonio Montero |  | 193  |  |
| 11 | Spagna (bandiera)      | P     | Salva Díez           |  |      |  |
| 11 | Spagna (bandiera)      | P     | Chema Marcos         |  |      |  |
| 12 | Spagna (bandiera)      | AP    | Manel Bosch          |  | 198  |  |
| 13 | Stati Uniti (bandiera) | AC    | Jerrod Mustaf        |  | 208  |  |
| 14 | Lituania (bandiera)    | AP    | Artūras Karnišovas   |  | 204  |  |
| 16 | Spagna (bandiera)      | C     | Roberto Dueñas       |  | 221  |  |
|    | Spagna (bandiera)      | All.  | Aíto García Reneses  |  |      |  |

## Premi e riconoscimenti
- Liga ACB MVP:  Kenny Green, Taugrés Vitoria
- Liga ACB MVP finali:  Roberto Dueñas, FC Barcelona Banca Catalana